# Estèropes
Segons la mitologia grega, Estèropes (en grec antic Στεροπης 'el que dona el llamp') va ser un dels ciclops Urànides, els fills d'Urà i Gea. Juntament amb Arges i Brontes formaven part de la primera generació de ciclops. Era la personificació del llamp.